# ボクシング広報
ボクシング広報（ボクシングこうほう）は、日本ボクシングコミッション（JBC）が発行する機関誌である。表紙では「BOXING広報」と表記されている。

## 概要
1952年のJBC設立とともにプロボクシング関係者向けの「公報」としてランキング及び通達などを周知させる目的で発行を開始。
その後、公報の存在を知ったボクシングファンから一般公開を希望する声がJBCに届けられたため、1968年に第三種郵便物としての認可を受けて「広報」に改称して現在に至る。
郵送による年間購読の他、後楽園ホール内の売店でも販売されている。

## 主な内容
- 公式試合記録
- 公式試合日程
- トピックス（ニュース・各種届）
- プロテスト合格判定基準
- 各種申込書（新人テスト受験・ライセンス更新等）
- 女子ボクサー一覧
- コラム「RING SIDE」
- テスト合格者
- 連載
- ライセンス交付者
- ランキング（WBA・WBC・OPBF・日本・フィリピン・タイ・韓国・インドネシア）
- ジム住所録一覧